# Svein Grøndalen
Svein Grøndalen (født 8. februar 1955 i Halden i Norge) er en tidligere norsk fodboldspiller. Grøndalen spillede venstreback eller midtstopper, og var kendt for sin fysiske spillestil. Han huskes måske bedst for sin brutale takling af Ralf Edström i en landskamp mellem Norge og Sverige i 1977, hvor Edström blev hårdt skadet.
På klubniveau spillede Grøndalen for Raufoss, Rosenborg og Moss. Han spillede i alt 77 A-landskampe for Norge.